# راز خنجر
راز خنجر فیلمی به کارگردانی محمدحسین حقیقی و نویسندگی سیامک تقی‌پور و محمدحسین حقیقی ساختهٔ سال ۱۳۷۱ است.

## خلاصه داستان
دو دوست در قبائل ترکمن، عاشق خواهرهای یکدیگر هستند. پدر یکی از آن دو بیست سال قبل به‌طور مرموزی به قتل رسیده است. راز قتل را تنها پیرمرد آوازه خوانی می‌داند که مدتهاست قبیله را ترک کرده و در گوشه‌ای از صحرا زندگی می‌کند. زن شوهر مرده به ازدواج پسرش رضایت نمی‌دهد چون هنوز بعد از بیست سال عزادار شوهر می‌باشد. سرانجام با رضایت او مراسم ازدواج سر می‌گیرد. پیرمرد آوازه خوان برای مراسم عروسی دعوت می‌شود. در شب عروسی راز قتل افشاء می‌گردد. پدر یکی از دو دوست بدست پدر دیگری کشته شده است. عروسی بهم می‌ریزد و فریاد خوانخواهی بلند می‌شود. اما با وساطت پیرمرد آوازه خوان مراسم «خون بس» برگزار شده و کینهٔ بیست ساله از دو قبیله زدوده می‌گردد.

## بازیگران
- منوچهر آذر
- خسرو شجاع‌زاده
- آتیلا پسیانی
- مجید مظفری
- افسر اسدی
- کمند امیرسلیمانی
- فریده صابری
- اسماعیل سلطانیان
- غلامرضا طباطبایی
- محمد طاهر
- راشین مبارکی
- شهناز رستمی
- آی محمد آی محمدی
- نرگس رحمانی‌نسب
- سیامک تقی‌پور